# Blumen für Polt (Film)
Blumen für Polt ist ein österreichischer Kriminalfilm von Julian Roman Pölsler aus dem Jahr 2001. Der Film basiert auf dem gleichnamigen Roman des österreichischen Autors Alfred Komarek. Die Hauptfigur dort ist der Gendarmerie-Inspektor Simon Polt, der im Film von Erwin Steinhauer verkörpert wird. Monica Bleibtreu ist als Gemischtwarenhändlerin Aloisia Habesam besetzt, Klaus Ofczarek als Harald Mank, Leiter des Gendarmeriepostens. 
3sat schrieb zur Erstausstrahlung des Films, Simon Polt sei „mit Leib und Seele der Landschaft und den Menschen im Weinviertel verbunden, ebenso wie dem Wein selbst“. Allerdings sei er „ein wenig grüblerischer als die anderen und mit einem hohen Sinn für Gerechtigkeit ausgestattet“, was dazu führe, dass er „gelegentlich unter seinem berufsbedingten Außenseitertum leide“. 

## Handlung
In Brunndorf geschehen zwei tragische Unfälle. Der Unfalltod des Kleinganoven Rudi Riebl kommt nicht überraschend, da dieser es sich zur Gewohnheit gemacht hat, Betrunkenen aufzulauern und sich mit seinem Moped vor ihr Auto zu werfen – natürlich mit dem Ziel einer Schmerzensgeldforderung. Der zweite Unfall ereilt den geistig behinderten Willi. Er stürzt einen Steilhang im Lößabsturz unterhalb der Riede hinunter und kann nur noch tot geborgen werden. Den mit dem Fall befassten Gendarm Simon Polt verband so etwas wie eine Freundschaft mit diesem friedfertigen freundlichen Menschen. Polt bezweifelt, dass Willi, der die Gefahr des Steilhangs kannte und ihm versichert hat, dass er sich dort immer ganz besonders vorsehen werde, unachtsam gewesen und einem Unfall zum Opfer gefallen ist. Nur kurze Zeit zuvor hatte ihm Willi noch selbst gepflückte Wiesenblumen überreicht.
Polt forscht nach und seine Zweifel an der Echtheit der Unfälle verstärken sich noch weiter. Seine Ermittlungen führen ihn zu den Frieb-Brüdern, die als Rabauken bekannt sind und gern und viel trinken. Auch eine Jugendbande gelangt in den Fokus der Verdächtigen. Sollte hier tatsächlich ein Mord stattgefunden haben, mit dieser Frage schlägt Polt sich herum. Wegen der Jugendlichen gerät er mit der von ihm verehrten Lehrerin Karin Walter aneinander, die seine Verdächtigungen für haltlos hält und meint, die Jugendlichen hätten es in ihren zerrütteten Familien schon schwer genug.
Die Ermittlungen führen zu einem erschütternden Ergebnis. Willis Tod beginnt mit einer Verkettung unglücklicher Umstände. Eine Höhle, die sich im Lößabschnitt befindet und ein geheimer Treffpunkt der Kinder des Ortes ist, ist auch von Willi oft aufgesucht worden. Ganz in der Nähe hält sich zum Zeitpunkt des Unglücksfalls ein Weingartenbesitzer auf, der Willi derart erschreckt, dass er vorwärts stolpert und direkt über die absichtlich ausgestreckten Beine eines der Kinder, die ihn immer wieder verspotten. Er kann sich nicht mehr halten und stürzt den Lößabsturz hinunter – überlebt diesen Sturz allerdings. Willis Vater, der ihn unmittelbar nach der Geburt verstoßen hatte, findet ihn und tötet den Verletzten. Wie der Großteil der Dorfbevölkerung, die in Willi ein seelenloses Wesen, einen Idioten, der lebensunwürdig ist, sahen, der ihr pseudoidyllisches Bild störte, hielt ihn auch sein eigener Vater für einen verblödeten Kretin, dessen Grinsen ihm unerträglich war. Rückhalt hatte Willi eigentlich nur bei Antonia Raab, die ihn bei sich aufnahm und bei Simon Polt, der sich mit ihm in seiner ihm eigenen freundlichen Art befasste. 

## Produktion

### Produktionsnotizen
Der Film wurde 2001 von Teamfilm Wien in Co-Produktion mit dem ORF und Arte hergestellt. Regie führte Julian Pölsler. Die Musik komponierte Hans-Jürgen Buchner. Die Dreharbeiten liefen ab Mai 2001. Gedreht wurde im niederösterreichischen Pulkautal. Die Produktionsleitung lag bei Karin Schmatz. Die Redaktion für Arte lag bei Andreas Schreitmüller, für den ORF bei Sabine Weber.

### Hintergrund
Erwin Steinhauer charakterisierte seine Filmfigur folgendermaßen: „Simon Polt ist ein sehr introvertierter Mensch, der mit seiner Katze zusammenlebt. Er straft nicht gerne, er schießt nicht und verwendet selten Gewalt mit Worten. Aber er ist ein sehr sensibler Typ, der durch viel Feingefühl im Gespräch mit anderen Menschen herauskitzeln kann, was er wissen will.“

### Veröffentlichung
Der Kinostart von Polt 2 Blumen für Polt in Österreich erfolgte am 27. September 2001. Am 19. Dezember 2001 wurde der Film erstmals im Programm des ORF ausgestrahlt und am 13. September 2002 bei Arte. In Kanada wurde der Film unter dem französischen Titel Des fleurs pour l'inspecteur veröffentlicht.

## Rezeption

### Kritik
Die Redaktion von TV Spielfilm zeigte mit dem Daumen zur Seite, gab für Humor, Anspruch und Spannung je einen von drei möglichen Punkten und war der Ansicht, die Fortsetzung von Polt muss weinen komme „sehr betulich und in breitem Österreich-Slang daher“. Fazit: „Mit Gerhard Polt wär’s sicher lustiger.“
Die Redaktion von Prisma meinte, die Story entwickele sich „mit großer Betulichkeit – wie das auf dem Land halt so“ sei. Die Einwohner des Dorfes seien „mit ganz wenigen Ausnahmen total unsympathisch“. Ebenso „eintönig“ sei „die Musik (Vivaldis Vier Jahreszeiten für Blaskapelle), die so oft eingespielt“ werde, dass man „das Leitthema bald leid“ sei. Die Darsteller dagegen „überzeugen wie bereits im ersten Film ‚Polt muss weinen‘“.
Der Filmdienst war der Meinung: „Beschaulicher (Fernseh-)Kriminalfilm um einen stillen, aber beharrlichen Ermittler, der sich der Klischees des Dorflebens bedient, um Engstirnigkeit und Intoleranz an den Pranger zu stellen. – Ab 14 möglich.“
Die Kritikerrezension bei Kino.de fiel sehr positiv aus: „Die voller Sorgfalt erzählte, tief bewegende Geschichte, die großartigen Akteure (neben Erwin Steinhauer u.v.a. Monica Bleibtreu, Heinz Frölich, Peter Simonischek) und seine enorme Bildkraft machen ‚Blumen für Polt‘ zu einem ausgesprochen raren Schmuckstück.“

### Auszeichnungen
Blumen für Polt lief auf Einladung 2002 beim Fernsehfilm-Festival Baden-Baden. Erwin Steinhauer erhielt dort einen Sonderpreis für herausragende darstellerische Leistungen. Im Jahr darauf war der Film für den Adolf-Grimme-Preis nominiert.